# 托特·克里斯蒂娜
托特·克里斯蒂娜（匈牙利語：Tóth Krisztina，1974年5月29日—），出生于米什科尔茨，匈牙利女子乒乓球运动员。她曾获得7枚欧洲乒乓球锦标赛金牌。她也曾参加1996年亚特兰大奥运会、2000年悉尼奥运会、2004年雅典奥运会、2008年北京奥运会和2012年伦敦奥运会。